# Gusnaspe Vararanes
Gusnaspe Vararanes (em persa médio: Gušnasp Vahram) foi governador (marzobã) da Armênia de 548/52 a 552/54. Foi antecedido por Mecécio I e foi sucedido por Tamsapor.

## Nome
Gusnaspe (Gušnasp) é um nome persa médio formado por gušn (do iraniano antigo *vṛšna-), "macho", e asp, "cavalo". Nesse sentido, significa "aquele com cavalos". Foi registrado em armênio como Vesnaspe (Վշնասպ, Všnasp). Por sua vez, Vararanes ou Veramo (Veramus) são as formas latinas dos teofóricos persa médios Vararã (Warahrān) e Varã (Wahrām), que aludem a Veretragna (vərəθraγna), um dos deuses do panteão iraniano. Foi registrado em armênio como Varã (Վահրամ, Vahram), Verã (Վռամ, Vrām) e Vaã (Վահան, Vahan; assumida como uma forma abreviada de Vaagênio, a forma armênia do deus Veretragna), em grego como Boanes (Βοάνης, Boánēs), Baanes (Βαάνης, Baánēs), Baranes (Βαρανης, Baranēs), Baânio (Βαανιος, Baanios), Uarrames / Varrames (Ουαρράμης, Ouarrámēs), Barã (Βαραμ, Baram), Baramo (Βάραμος, Báramos) e Baram(a)anes (Βαραμ(a)άνης, Baram(a)ánēs), em georgiano como Barã (ბარამ, Baram) e em persa novo como Barã (بهرام, Bahrām).

## Vida
Sabe-se pouco sobre esse marzobã. Rene Grousset diz que governou de 552 a 554, enquanto Cyril Toumanoff disse que o governo dura de 548 a 552. Ele é substituído por Tamsapor.